# Margriet Matthijsse
Margriet Matthijsse (Róterdam, 29 de abril de 1977) es una deportista neerlandesa que compitió en vela en las clases Europe y 470.
Participó en tres Juegos Olímpicos de Verano, entre los años 1996 y 2004, obteniendo dos medallas de plata, en Atlanta 1996 y en Sídney 2000, ambas en la clase Europe.
Ganó cuatro medallas en el Campeonato Mundial de Europe entre los años 1994 y 1999, y tres medallas en el Campeonato Europeo de Europe entre los años 1999 y 2002. También obtuvo una medalla de plata en el Campeonato Mundial de 470 de 2002.
En 1999 fue nombrada Regatista Mundial del Año por la Federación Internacional de Vela.

## Palmarés internacional
| Juegos Olímpicos   | Juegos Olímpicos               | Juegos Olímpicos  | Juegos Olímpicos |
| Año                | Lugar                          | Medalla           | Clase            |
| ------------------ | ------------------------------ | ----------------- | ---------------- |
| 1996               | Atlanta (Estados Unidos)       | Medalla de plata  | Europe           |
| 2000               | Sídney (Australia)             | Medalla de plata  | Europe           |
| Campeonato Mundial |                                |                   |                  |
| Año                | Lugar                          | Medalla           | Clase            |
| 1994               | La Rochelle (Francia)          | Medalla de bronce | Europe           |
| 1995               | Auckland (Nueva Zelanda)       | Medalla de plata  | Europe           |
| 1997               | San Francisco (Estados Unidos) | Medalla de oro    | Europe           |
| 1999               | Melbourne (Australia)          | Medalla de oro    | Europe           |
| Campeonato Europeo |                                |                   |                  |
| Año                | Lugar                          | Medalla           | Clase            |
| 1999               | Hayling Island (Reino Unido)   | Medalla de oro    | Europe           |
| 2000               | Murcia (España)                | Medalla de oro    | Europe           |
| 2002               | Tallin (Estonia)               | Medalla de bronce | Europe           |

| Campeonato Mundial | Campeonato Mundial | Campeonato Mundial | Campeonato Mundial |
| Año                | Lugar              | Medalla            | Clase              |
| ------------------ | ------------------ | ------------------ | ------------------ |
| 2002               | Cagliari (Italia)  | Medalla de plata   | 470                |